# 107-мм пушка образца 1910 года

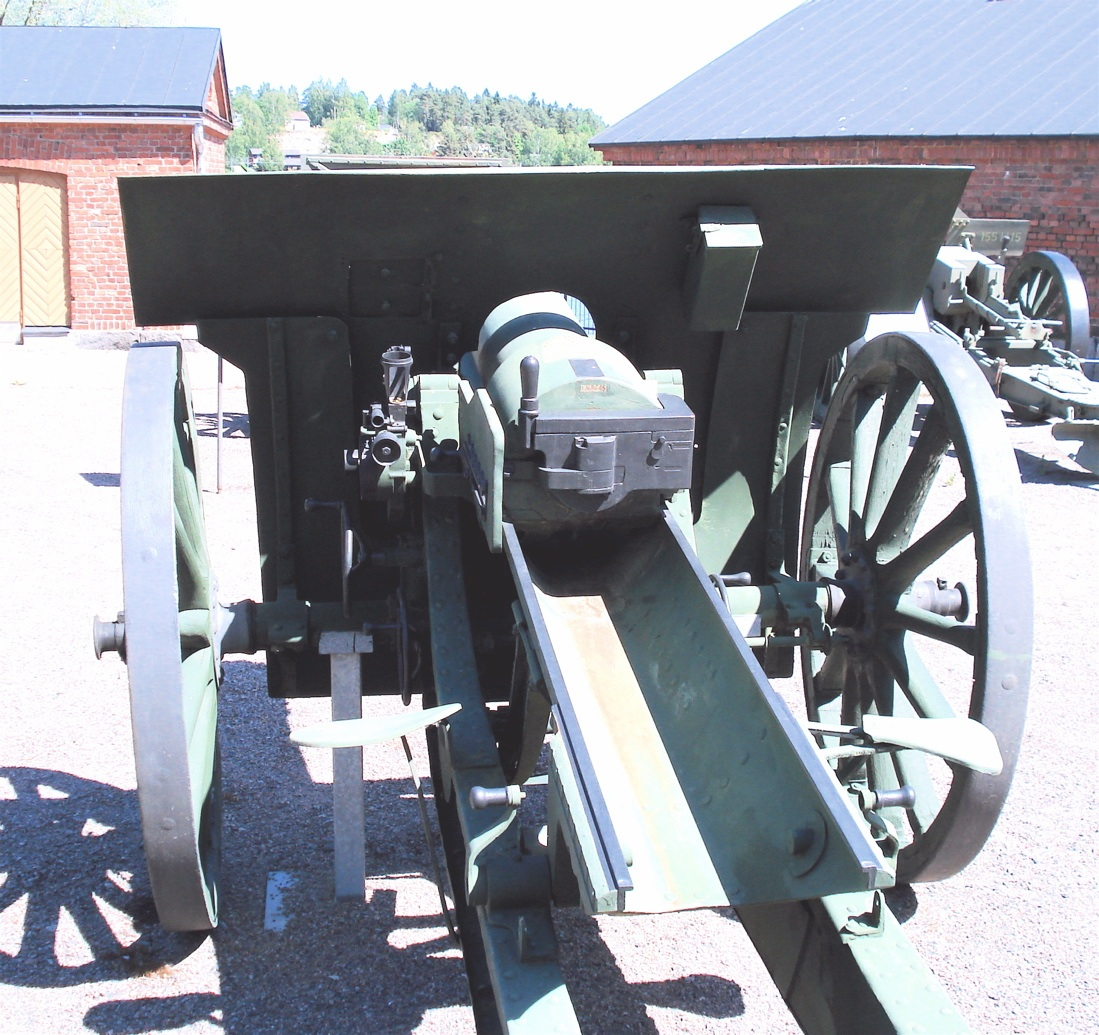
107-мм пушка обр. 1910 г. в музее Hameenlinna, Финляндия.

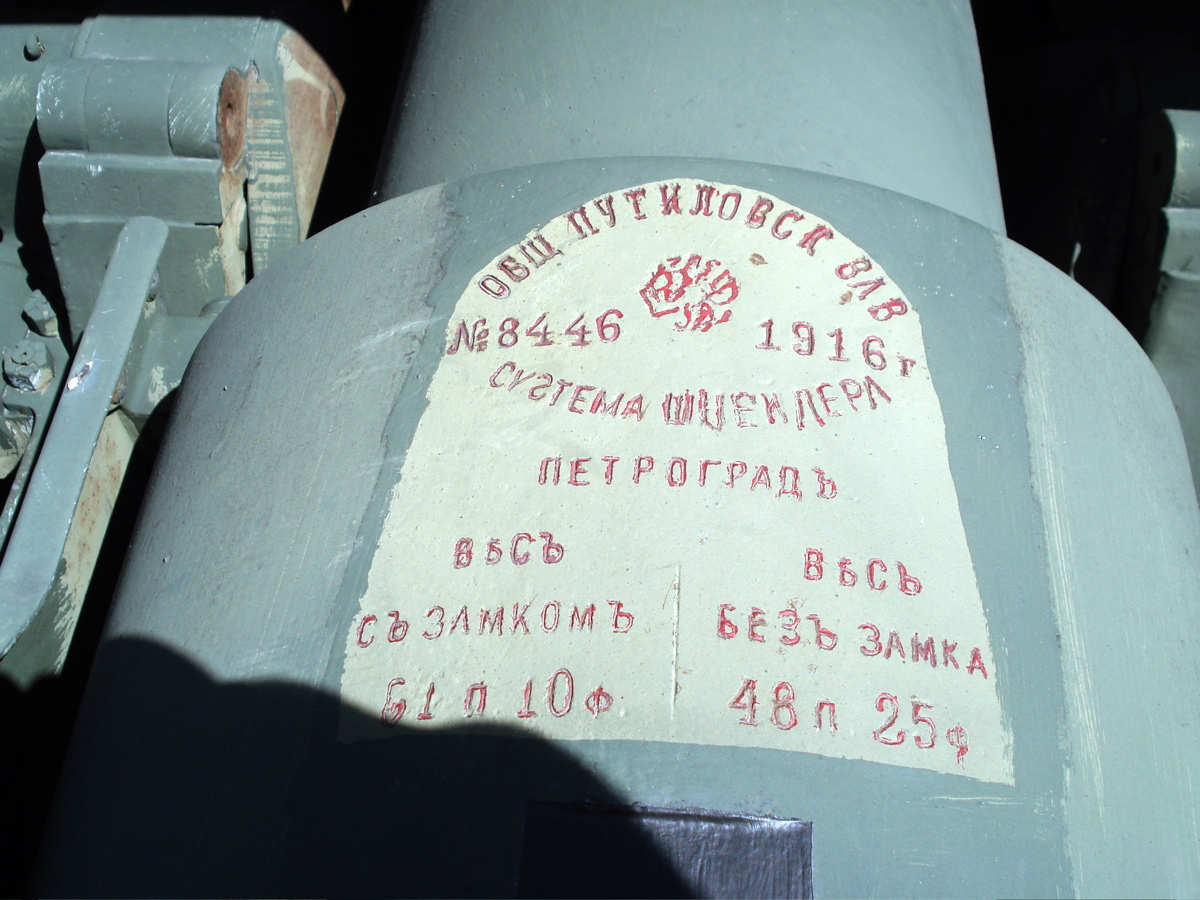
107-мм пушка обр. 1910 г. в музее Hameenlinna, Финляндия.

107-мм пушка образца 1910 года, официальное название: «42-линейная полевая тяжёлая пушка образца 1910 года» — тяжёлое русское артиллерийское орудие периода Первой мировой войны.

## История
В начале XX века французская компания Шнейдер получила контроль над русским Путиловским заводом. Среди проектов, создававшихся на заводе в тот момент, был проект 107-мм полевого орудия, предполагавшегося как замена старых 107-мм и 152-мм орудий. Проект был доработан во Франции, первая партия таких пушек изготавливалась также во Франции, но впоследствии их производство было налажено в Российской империи на Путиловском и Обуховском заводах в Санкт-Петербурге. Её официальное название было: «42-линейная полевая тяжёлая пушка образца 1910 г.»
На момент создания пушка по баллистическим данным являлась одним из лучших орудий мира, использовалась в Первой мировой войне и Гражданской войне в России. На её основе фирма-разработчик выпустила для французской армии 105-мм орудие с улучшенным утяжелённым лафетом, которое также использовалась вплоть до второй мировой войны.
В 1930 году пушка была модернизирована (см. 107-мм пушка образца 1910/30 годов), но в ходе модернизации остались неустранёнными такие недостатки как низкие мобильность и скорость наводки, малый угол горизонтального обстрела. Поэтому для её замены было разработано новое орудие калибра 107 мм — 107-мм пушка образца 1940 года (М-60).

## Характеристика
Вследствие большой настильности траектории и большого числа шрапнельных пуль действие шрапнели 107-мм пушки по открытым живым целям губительнее, чем действие 76-мм шрапнели (у 107-мм шрапнели 600 пуль, а у 76-мм лишь 260); поражаемая площадь обширнее – на средней дистанции (около 4 км) – до 800 м в глубину (у 76-мм пушки около 500 м), при столь же незначительной ширине около 40-50 м, как и у 76-мм пушки. Действие шрапнели 107-мм пушки по укрывшемуся противнику столь же ничтожно, как и шрапнели 76-мм пушки,
Граната 107-мм пушки, имея разрывной заряд весом около 2 кг взрывчатого вещества, превосходит по силе фугасного действия 76-мм гранату от 2,5 до почти 4 раз (в зависимости от модификации). При этом, дальность гранатного огня 107-мм пушки до 12,5 км - ценное свойство для поражения противника на больших дистанциях, находящегося в походных колоннах или в глубоких резервах, или для поражения дальнобойной неприятельской артиллерии, для стрельбы по наблюдательным аэростатам противника и пр.
При отличных баллистических качествах 107-мм пушка относительно легка и для перевозки лошадьми на походе и в положении для боя. Относительная лёгкость на походе 107-мм пушки делала возможным её участие в составе авангарда, необходимое в наступательных и, особенно, во встречных операциях. Противник, попавший под сильный дальний огонь 107-мм пушки, принуждается или развернуться из походного в боевой порядок или остановиться в невыгодных для него условиях; все это способствует захвату инициативы, что залог успеха в бою.

## Первая мировая война
В 1913 году все 19 батарей тяжёлой артиллерии были укомплектованы по штату 107-мм пушками обр. 1910 г. К началу войны в войсках состояло 76 пушек и 8 пушек в запасе. Кроме того, к началу 1915 года в 5 европейских крепостях было 23 107-мм пушки обр. 1910 г. (с началом войны до 1915 год из крепостей 107-мм пушки обр. 1910 г. в войска не поступали).
До войны 107-мм пушки обр. 1910 г. поставлялись только из Франции. Начиная с 1912 года на Российских оружейных заводах стали размещать заказы на выпуск данной модели пушки (Санкт-Петербургский (Петроградский) Орудийный, Путиловский и Обуховский заводы). С русских заводов первые партии орудий стали поступать лишь с июня 1916 г.
К 15 июня 1917 года на всех фронтах, кроме Кавказского, имелось 189 107-мм пушек обр. 1910 г.

## В финской армии
Во время финской гражданской войны 1918 года части Финской Красной гвардии использовали несколько 107-мм орудий. Части финской Белой армии сумели захватить три из этих орудия: два орудия в Хельсинки и одну пушку в Выборге.
Когда война закончилась, Финляндия приобрела ещё несколько орудий из других стран: из Франции 4 орудия, из Польши 2 орудия и из Латвии 2 орудия, увеличив таким образом общее число орудий до 11 штук. Два из этих орудий были французского производства, в Финляндии они получили наименование 107 K/13, остальные 9 были сделаны на русских заводах и получили наименование 107 K/10.
До Второй мировой войны они служили для подготовки финской тяжёлой артиллерии, поскольку были единственными тяжёлыми орудиями полевой артиллерии Финляндии на тот момент. С началом Зимней войны 10 орудий использовалось в 1 тяжёлом артиллерийском дивизионе (Heavy Artillery Battalion 1), однако острая нехватка боеприпасов данного калибра вынудило финнов вывести с февраля 1940 года эту часть с фронта. В 1941—1944 годах орудия использовали в 29 и 30 тяжёлых артиллерийских дивизионах. В 1943 году 4 орудия 107 K/10 были приспособлены под боеприпасы калибра 105 мм, и эти модифицированные орудия получили наименование 105 K/10.
Несмотря на широкое использование в финской армии трофейных орудий, ни одна 107-мм пушка образца 1910/1930 года финнами не была захвачена и использована.

## Краткая тактико-техническая характеристика (ТТХ)
- Калибр, мм : 107
- Длина ствола : 28 калибров
- Максимальный угол возвышения, градусов : 37
- Минимальный угол склонения, градусов : −5
- Угол горизонтального обстрела, градусов : 6
- Скорость транспортировки, км/ч : 6
- Максимальная дальность стрельбы, км : 12,5
- Выстрел унитарный. Вес выстрела около 21,7 кг.
- Вес снаряда 16,4 кг.
- Гильза латунная длиной 444,5 мм и весом 3,07 кг.
- Поршневой затвор
- Метательный заряд в выстреле — 2,05 кг пороха С42 для начальной скорости 579 м/с.
- Максимальное давление в канале 2000 кг/см².